# Kngghasar
Kngghasar (armeniska: Կնգղասար) är ett berg i Armenien. Det ligger i provinsen Siunik, i den sydöstra delen av landet, 180 kilometer öster om huvudstaden Jerevan. Toppen på Kngghasar är 1 291 meter över havet, eller 18 meter över den omgivande terrängen. Bredden vid basen är 0,07 km.
Terrängen runt Kngghasar är lite bergig. Närmaste större samhälle är Goris, 9,2 kilometer väster om Kngghasar.
Trakten runt Kngghasar består i huvudsak av gräsmarker. Runt Kngghasar är det ganska glesbefolkat, med 42 invånare per kvadratkilometer.